# 山田豊彦
山田 豊彦（やまだ とよひこ）は、日本の元アマチュア野球選手。ポジションは投手。

## 来歴・人物
大鉄高校では、1965年の夏の甲子園県予選の決勝戦で谷博信と投げ合い、興國高校を破り、甲子園への出場を果たした。しかし、夏の甲子園の1回戦で秋田高校に敗れた。高校同期に福本豊がいた。
同年のドラフト会議でサンケイスワローズから6位指名を受けたが、入団を拒否し、高校卒業後は近畿大学に進学した。
大学卒業後は、電電近畿に入社した。